# (18278) Дримант
(18278) Дримант (лат. Drymas) — троянский астероид Юпитера, двигающийся в точке Лагранжа L5, в 60° позади планеты. Астероид был открыт 16 октября 1977 года голландскими астрономами К. Й. ван Хаутеном, И. ван Хаутен-Груневельд и Томом Герельсом в Паломарской обсерватории и назван в честь отца второй жены Приама.

Орбита астероида Дримант и его положение в Солнечной системе